# Années de plomb (Italie)
Pour les articles homonymes, voir Années de plomb.
En Italie, les années de plomb (italien : anni di piombo) recouvrent une période historique d'une quinzaine d'années, comprise entre la fin des années 1960 et le début des années 1980, pendant laquelle une tension politique poussée à l'extrême débouche sur des violences de rue, le développement de la lutte armée et des actes de terrorisme.
L'expression vient du film homonyme de Margarethe von Trotta (Les Années de plomb, en allemand, Die bleierne Zeit, 1981), qui retrace, a posteriori, l'expérience historique vécue parallèlement par l'Allemagne de l'Ouest. Elle est également utilisée dans un contexte international, pour décrire, dans différents pays, les tensions politiques, le développement du terrorisme et de la stratégie de la tension, sur fond de guerre froide. Ces phénomènes prennent cependant une dimension exceptionnelle en Italie, tant par leur durée que par leur intensité, en raison du climat social préexistant, des blocages institutionnels et politiques, de la faiblesse de l'État, de la puissance du Parti communiste italien et de l'expérience fasciste qu'a connue le pays.
De 1968 à 1982, une partie de la gauche « extraparlementaire », convaincue des vertus de la violence politique et persuadée de l'existence d'une menace de coup d'État, multiplie les attentats, les enlèvements, les demandes de rançon et les vols à main armée, tandis que l'extrême droite mène sa propre campagne de terreur en brouillant les pistes pour en faire endosser la responsabilité à ses adversaires.
Sur fond de guerre froide, parfois manipulés par les services déviants de l'État (police, renseignement, sécurité intérieure), les militants des deux bords alimentent ainsi la « stratégie de la tension » grâce à laquelle certaines officines italiennes et étrangères espèrent favoriser l'installation d'un pouvoir autoritaire, faisant ainsi barrage au communisme.
Les années de plomb, dont quelques résurgences ponctuelles ont été enregistrées jusqu'au début des années 2000, ont laissé sur l'Italie une empreinte profonde et durable. La distance historique qui commence à s'installer permet aujourd'hui à une nouvelle génération de chercheurs d'accéder à de nouvelles sources et d'appréhender plus librement l'historiographie de ces événements, jusqu'ici fort difficiles à interpréter de manière documentée et rationnelle.

## Limites temporelles
La période couverte par les années de plomb n'est pas définie avec précision. On considère généralement qu'elle débute vers la fin des années 1960 (certains la font commencer à l'automne 1968, d'autres avec l'attentat de la piazza Fontana, en 1969), et qu'elle prend fin au début des années 1980, ces limites variant en fonction des orientations politiques des historiens.
Les premières confrontations violentes avec les forces de l'ordre ont lieu à Rome, le 1er mars 1968, au cours de la bataille de Valle Giulia ; c'est la première fois que les étudiants en lutte tiennent tête à la police. Les affrontements font environ 400 blessés. Par analogie avec les évènements français de Mai 68, la période est parfois désignée en Italie par l'expression Mai rampant (en italien Maggio strisciante), pour évoquer un phénomène mettant plus de temps à se structurer mais dont la durée et l'intensité sont beaucoup plus importantes. Contrairement au cas français qui reste circonscrit à quelques semaines, la contestation étudiante en Italie s'étend en effet au-delà de 1968 et se prolonge, par à-coups, sur près d'une décennie. Le premier évènement marquant se situe au 1er mars 1968, avec l’occupation de la Faculté de Rome et la bataille de Valle Giulia (affrontement entre les étudiants et la police qui fit plus de 400 blessés) et la fin de ce mouvement vers le 22-24 septembre 1977, date du rassemblement international contre la répression de Bologne.
On considère parfois que le premier mort des années de plomb est Antonio Annarumma, un jeune policier tué le 19 novembre 1969 à Milan. Le premier acte de la « stratégie de la tension », qui sous-tend en grande partie ces années, est l'attentat de la piazza Fontana, à Milan, le 12 décembre 1969 ; les attentats à la bombe du 25 avril de la même année, toujours à Milan, n'ayant pas fait de morts, ne sont généralement pas considérés comme un point de départ.
La vague de violence s'éteint progressivement au début des années 1980. L’assassinat du sénateur démocrate-chrétien Roberto Ruffilli (1988), celui de Massimo D’Antona (1999) et celui de Marco Biagi (2002) (ces deux derniers revendiqués par les « nouvelles Brigades rouges ») constituent des répliques détachées du contexte.

## Protagonistes
La période se caractérise par le passage à la lutte armée de nombreuses organisations d'extrême gauche (Lotta continua, Prima Linea, les Brigades rouges, Autonomia Operaia, Formazioni Comuniste Armate, Formazioni comuniste combattenti, Sinistra proletaria, Seconda posizione, Nuclei armati proletari, Proletari armati per il communismo) et d'extrême droite (Ordine nuovo, Avanguardia Nazionale, Ordine Nero, Nuclei armati rivoluzionari, Fronte Nazionale Rivoluzionario, Movimento di Azione Rivoluzionaria, Squadre d'azione Mussolini, Gruppo La Fenice, Terza Posizione, Movimento Rivoluzionario Popolare, Costruiamo l'azione, Rosa dei venti), face à un appareil d'État et des partis politiques affaiblis et parfois corrompus.
Autre composante essentielle à la dynamique spécifique des années de plomb en Italie : alors que la guerre froide bat son plein, certains éléments déviants des services de l'État (police, sécurité, renseignement), parfois manipulés par des organisations étrangères, s'emploient à faire monter la tension en imputant à l'extrême gauche des attentats organisés (parfois à leur instigation) par l'extrême droite. Cette « stratégie de la tension » est destinée à traumatiser l'opinion, à fragiliser les institutions et à favoriser l'avènement d'un régime autoritaire, propre à repousser ce que certains perçoivent alors, étant donné la puissance et l'ambiguïté du PCI, comme une réelle menace communiste.
Enfin, l'opinion publique de gauche, tout d'abord compréhensive face aux aspirations de la jeunesse, puis bienveillante face aux revendications du monde du travail, finit par se dissocier massivement et catégoriquement de la stratégie de la violence après l'assassinat d'Aldo Moro.
Selon les interprétations, les années de plomb apparaissent donc comme celle du terrorisme d'extrême gauche, comme celles de la subversion d'extrême droite, ou comme celles du terrorisme d'État. Certains auteurs vont jusqu'à parler de « guerre civile de basse intensité ».

## Les événements

### Les attentats à la bombe

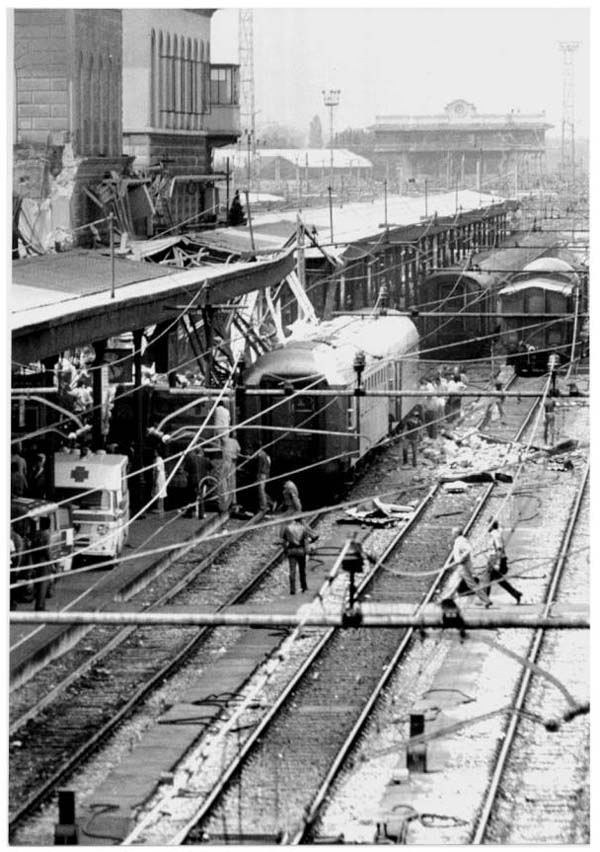
L'attentat de la gare de Bologne, le plus meurtrier des années de plomb.

La période est ponctuée par une série d'attentats meurtriers, apparemment insensés et, pour certains, restés impunis. La quasi-totalité de ces tueries de masse sont le fait d'organisations néo-fascistes – parfois en lien avec des services déviants de l'État – désireuses d'attiser la stratégie de la tension et de pousser la démocratie italienne vers un régime autoritaire. Les activistes d'extrême gauche, quant à eux, n'ont eu recours qu'exceptionnellement aux attentats aveugles, préférant frapper des cibles ponctuelles, symboliques, et bien identifiées.
Entre 1968 et 1974, 140 attentats ont été répertoriés en Italie. Certains d'entre eux ont laissé une trace indélébile dans les mémoires.
- Attentats de Milan du 25 avril 1969 : une série d'engins de forte puissance explosent sur la Foire de Milan ainsi qu'à la gare centrale, faisant une vingtaine de blessés[7].
- Attentats à bord des trains des 8-9 août 1969 : entre le 8 et le 9 août, des bombes rudimentaires explosent à bord de huit trains en plusieurs points de la Péninsule, faisant 12 blessés[7]. Ces attentats et ceux du 25 avril précédent seront attribués à Franco Freda et à Giovanni Ventura, activistes néo-fascistes qui se verront, pour cela, condamnés à quinze années de réclusion. Il est alors définitivement établi que ces attentats font partie d'un complot subversif néo-fasciste plus vaste qui inclut l'attentat de piazza Fontana[8].
- Attentat néo-fasciste de piazza Fontana : le 12 décembre 1969, à Milan, une bombe explose dans le foyer de la Banque de l'agriculture, faisant 17 morts et 88 blessés. Le 3 mai 2005, après 35 années de procédure, la Cour de cassation innocente définitivement Carlo Maria Maggi, Giancarlo Rognoni et Delfo Zorzi, accusés d'avoir préparé l'attentat. Elle confirme cependant que ce dernier a été organisé par « un groupe subversif créé à Padoue au sein d'Ordine nuovo » et « commandé par Franco Freda et Giovanni Ventura », qui échappent cependant au procès. Le repenti Carlo Digilio, qui a admis avoir participé à la préparation, ayant bénéficié de la prescription, le massacre de piazza Fontana reste toujours impuni[9].
- Attentat de Gioia Tauro : le 22 juillet 1970, une charge de plastic endommage la voie ferrée à l'approche de la gare de Gioia Tauro et fait dérailler le train Palerme-Turin, faisant 6 morts et 139 blessés[10].
- Golpe Borghese : dans la nuit du 7 au 8 décembre 1970 une tentative de coup d’État, organisée par le prince Junio Valerio Borghese et son groupe Fronte Nazionale, en collusion avec des membres d'Avanguardia Nazionale, des officiers et des agents des services secrets, est annulée au dernier moment, sur ordre de son instigateur, dans des circonstances qui n'ont jamais été élucidées[10].
- Attentat néo-fasciste de Peteano, à Gorizia : le 31 mai 1972, à Peteano (Sagrado), un appel anonyme incite une patrouille de carabiniers à fouiller un véhicule piégé. Trois agents trouvent la mort, deux autres sont blessés. Vincenzo Vinciguerra, membre d'Ordine Nuovo confesse le crime. Il est condamné à la perpétuité[11].
- Attentat anarchiste de la Préfecture de police, à Milan : le 17 mai 1973, devant la Préfecture de police, une grenade fait 4 morts et 52 blessés lors d'une commémoration en mémoire du commissaire Calabresi.
- Attentat néo-fasciste de la piazza della Loggia : le 28 mai 1974, un bombe, cachée dans une poubelle, explose sur la piazza della Loggia, à Brescia, pendant une manifestation syndicale. On relève 8 morts et 103 blessés. Malgré les preuves qui incriminent la sphère néo-fasciste et des éléments déviants des services de l'État, le 16 novembre 2010, la Cour d'assises de Brescia innocente tous les accusés : Carlo Maria Maggi et Delfo Zorzi, membres d'Ordine nuovo, l'ex-général Francesco Delfino, l'homme politique Pino Rauti et l'ancien agent du SID, Maurizio Tramonte, laissant ainsi l'attentat impuni[12]. En 2014, la Cour de cassation a confirmé l'innocence de Zorzi, mais annulé l'absolution de Maggi et de Tramonte, qui devront à nouveau comparaître. Rauti est mort entretemps[13].
- Attentat néo-fasciste de l'Italicus : le 4 août 1974, une bombe déposée à bord du train Italicus explose à hauteur de San Benedetto Val di Sambro, dans la province de Bologne, faisant 12 morts et 48 blessés. L'attentat est revendiqué par le groupuscule néo-fasciste Ordine Nero : « Nous avons voulu démontrer à la nation que nous sommes capables de poser une bombe où nous le voulons, à n'importe quelle heure, dans n'importe quel lieu, comme bon nous semble »[14]. Les militants néo-fascistes accusés, Mario Tuti et Luciano Franci, seront blanchis par le tribunal de Bologne, mais l'implication de la loge P2 sera confirmée par le jugement[15],[16].
- Attentat néo-fasciste de la gare de Bologne : le 2 août 1980, l'explosion d'une bombe dans la salle d'attente des secondes classes de la gare de Bologne fait 85 morts et 200 blessés. Ont été condamnés définitivement, le 23 novembre 1995, comme exécutants, les membres des NAR Giuseppe Valerio Fioravanti, Francesca Mambro et Luigi Ciavardini. Ont été condamnés pour avoir fourvoyé les enquêteurs, Licio Gelli et Francesco Pazienza ainsi que deux officiers du renseignement militaire, le général Pietro Musumeci et le colonel Giuseppe Belmonte, tous membres de la loge P2[17],[18].
- Attentat contre le train Naples-Milan : le 23 décembre 1984, une bombe explose à bord du train 904 Naples-Milan, entre Vernio et San Benedetto Val di Sambro, tuant 15 personnes et en blessant 267 autres. Le 24 novembre 1992, la Cour de cassation confirme la collusion entre terrorisme et mafia dans la préparation de l'attentat[19].

### Les événements historiques, politiques et économiques
Dans la même période, sont promulgués le Statut des travailleurs (loi no 300 du 20 mai 1970), la loi Fortuna-Baslini (loi no 898 du 1er décembre 1970), qui légitime le divorce en Italie, et le référendum de 1974, qui échoue à abroger cette loi.
En septembre 1972, pendant les jeux Olympiques de Munich, un commando terroristes palestinien appartenant à l'organisation Septembre Noir tue deux athlètes israéliens et en enlève neuf autres, pour obtenir la libération de 234 fedayin ; dans la fusillade qui s'ensuit, cinq terroristes sont tués, ainsi qu'un pilote d'hélicoptère, un policier allemand, et les neuf otages israéliens.
À l'automne 1973 , l'OPEP augmente le prix du baril, provoquant la crise énergétique de 1973, suivie, en 1979, par la crise de l'énergie. L'Italie engage une politique d'austérité justifiée par les économies d'énergie. En 1975, le droit de la famille est réformé, ratifiant l'égalité entre les époux. La même année, l'âge de la majorité passe de 21 à 18 ans.
À la fin de l'année 1975, est signé le Traité d'Osimo, qui consacre le transfert à la Yougoslavie de la Zone B de l'ancien Territoire Libre de Trieste, prenant acte du fait accompli depuis la fin de la seconde guerre mondiale.
Dans les années 1970, l'Italie enregistre un record d'enlèvements contre demande de rançons, la plupart organisés par la 'Ndrangheta ou l'Anonima sarda : 40 enlèvements en 1974, 62 en 1975, 47 en 1976 et 75 en 1977. Vers la fin des années 1970, la population italienne cesse de croître et se stabilise juste sous le seuil des 60 millions d'habitants.

## Chronologie des événements les plus importants

### L'Italie à la fin des années 1960
À la fin des années 1960, l'économie italienne ayant connu une croissance rapide après le miracle économique italien d'après-guerre, l'amélioration du niveau de vie est perceptible. Le taux de mortalité infantile a fortement chuté et l'analphabétisme a pratiquement disparu. Près d'un siècle après sa naissance officielle, l'Italie commence à se considérer comme une nation, partageant une langue commune, sinon parlée, au moins comprise, de la Sicile jusqu'aux Alpes. La Rai est parvenue à créer, au-delà de l'unité linguistique, un culture commune favorisant la reconnaissance des symboles nationaux, à l'occasion par exemple de la coupe du Monde de football ou des jeux Olympiques.
Pendant ces années, l'activité culturelle se développe, très souvent dominée par la gauche, avec des effets favorables au moment des élections. Dans le même temps, s'organisent les premières grandes manifestations et les conflits sociaux, qui culminent à l'automne 1968.
La poussée continue du Parti Communiste italien commence à inquiéter les États-Unis, qui examinent la possibilité d'avoir recours à des formes d'intervention directes, plus efficaces que le financement de la gauche non-communiste, largement utilisé auparavant.

### Le début des années de plomb
Le début des années de plomb se superpose à la période de contestation étudiante qui agite à l'époque l'Italie et l'Europe.
Après les mouvements étudiants de 1968, l'année 1969 voit se développer les luttes des travailleurs autour du renouvellement des conventions collectives, avec des oppositions marquées sur les lieux de travail et dans les usines.
Le 9 avril 1969, pendant les échauffourées de Battipaglia (province de Salerne), Carmine Citro, typographe et Teresa Ricciardi, enseignante, sont tués par les forces de l'ordre pendant une manifestation contre la fermeture d'une usine de tabacs.
Le 25 avril 1969, une bombe éclate à Milan, dans le pavillon FIAT de la Foire, causant plusieurs blessés graves, mais pas de morts. Une bombe est découverte dans le bureau de change de la Gare Centrale. Quelques mois plus tard, le 9 août, huit bombes explosent à bord de plusieurs trains, faisant 12 victimes, morts ou blessés.
Le 27 octobre 1969, à Pise, Cesare Pardini, étudiant en droit, est tué par la police pendant une manifestation.
Le 19 novembre 1969, lors d'une manifestation organisée à Milan par l'Union des Communistes italiens, l'agent de police Antonio Annarumma est tué, touché par un tuyau d'acier alors qu'il était au volant d'une jeep. Pour plusieurs historiens, il est la première victime des années de plomb.
Le 12 décembre 1969, cinq attentats frappent l'Italie dans un intervalle de 53 minutes. Le plus grave est celui de piazza Fontana, à Milan. Une bombe explose dans le foyer de la Banque Nationale de l'Agriculture, faisant 17 morts et 88 blessés. La police procède immédiatement à une rafle dans les milieux anarchistes. Le premier suspect, Giuseppe Pinelli, meurt pendant sa garde à vue, en chutant de la fenêtre de la préfecture de police. Il s’avérera, beaucoup plus tard, que l'attentat a été organisé par des réseaux d'extrême droite.
La formation des Brigades rouges s'inscrit dans le contexte de luttes sociales de la fin des années 1960. Des grèves ouvrières secouent les usines (Pirelli et Siemens en particulier), ce qui conduit une partie du mouvement ouvrier à adopter la « propagande armée » comme méthode de lutte. Les premières actions — destruction des véhicules de contremaîtres ou séquestration de cadres — reflètent la composition sociale des groupes armés. Parmi les mille trois cent trente-sept personnes condamnées pour appartenance aux Brigades rouges, on comptait 70 % d’ouvriers, d’employés du tertiaire ou d’étudiants.
La crainte d'un coup de force de l’extrême droite en Italie, à l'image de la dictature des colonels en Grèce et de la dictature militaire d'Augusto Pinochet au Chili, dans un pays encore marqué par son récent passé fasciste, explique en partie pourquoi le terrorisme d’extrême gauche s'est développé en Italie plus que dans aucun autre pays d'Europe. « J’ai grandi avec l’idée qu’ils préparaient un coup d’État, comme en Grèce ou au Chili. Et qu’ils nous auraient tués. D’ailleurs, ils avaient déjà commencé », explique ainsi Sergio Segio, l'une des figures des années de plomb. De fait, entre 1969 et 1975, les attentats et les violences politiques sont surtout imputables à des groupes de droite (à 95 % de 1969 à 1973, à 85 % en 1974 et à 78 % en 1975).
|                                                                          |
| Plaque en mémoire des victimes de l'attentat de Piazza Fontana, à Milan. |

| |
| Giuseppe Pinelli, proche des milieux anarchistes, sera arrêté dans les heures qui suivent l'attentat et trouvera la mort en chutant pendant un interrogatoire de la fenêtre du bureau du commissaire Calabresi. |

| |
| Pietro Valpreda, arrêté après l'attentat dans le coup de filet contre les milieux anarchistes, il sera ensuite innocenté alors que les soupçons se dirigeront vers l'extrême droite. |

### De l'extrémisme au terrorisme

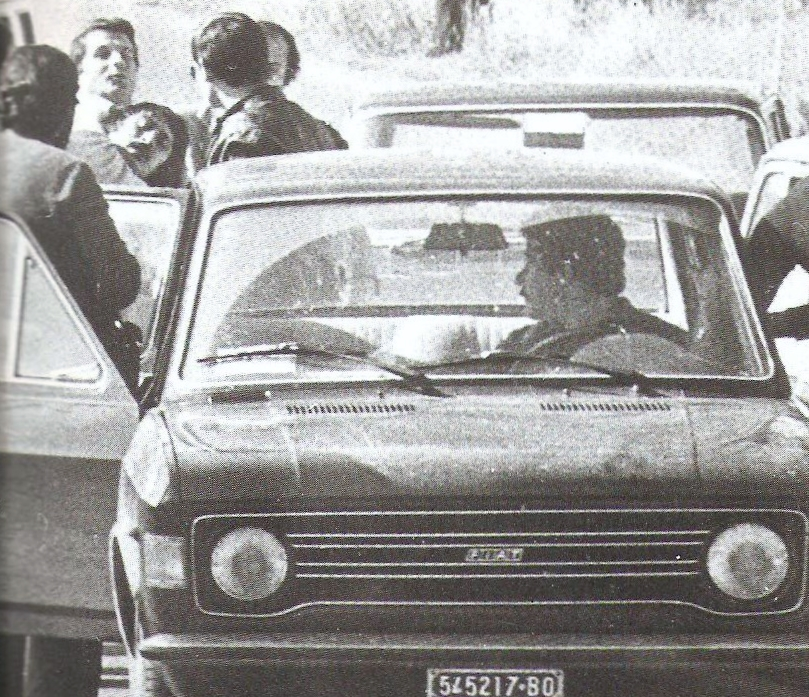
Arrestation de Renato Curcio et Alberto Franceschini, cadres historiques des Brigades rouges, le 8 septembre 1974.

Les attentats attisent les antagonismes dans un climat déjà agité. Des manifestations, on passe aux affrontements, puis à la guérilla urbaine, tandis que les arrestations se multiplient, visant parfois des innocents. On commence à parler de terrorisme d’État.
Dans la nuit du 7 au 8 décembre 1970 , l'ancien dirigeant fasciste Junio Valerio Borghese, leader du Fronte Nazionale, tente un coup d’État connu sous le nom de « Golpe Borghese » qui est annulé à la dernière minute, alors qu'il était à un stade avancé d'exécution.
Dans ce contexte, que certains historiens baptisent alors « stratégie de la tension », la société semble être de plus en plus divisée et des groupes politiques extra-parlementaires se forment, qui ne rejettent pas la violence. Les groupuscules les plus extrêmes passent à la clandestinité, puis à la lutte armée. La société italienne vit alors dans un climat de peur, généré par les attentats les plus graves, mais également par les attaques quasi quotidiennes perpétrées contre des cibles de proximité : simples citoyens, forces de l'ordre, employés de banque, selon des schémas apparemment dépourvus de sens.
Parmi les représentants du gouvernement et dans l'opinion modérée, prend corps l'idée d'un affrontement entre des extrêmes opposés, théorie avalisée par la publication d'un rapport rédigé par le préfet de Milan, Libero Mazza, après les émeutes du 12 décembre 1970 (elles opposent les militants de MS et les forces de l'ordre).
Dans les manifestations, de nombreux militants sont masqués, souvent armés de barres de fer, de masses, de clés anglaises (la fameuse « Hazet 36 », longue de 40 à 45 cm),, et parfois de cocktails Molotov et même d'armes à feu (comme le Walther P38).
À Milan, le 3 mars 1972, les Brigades Rouges organisent leur premier enlèvement, aux dépens de l'ingénieur Idalgo Macchiarini, un cadre de l'entreprise Sit-Siemens. Enlevé devant l'établissement, il est photographié avec un panonceau pendu autour du cou et sur lequel est écrit : « Mordre et fuir. Rien ne restera impuni. En frapper un pour en éduquer cent. Tout le pouvoir au peuple armé ! ». Il est soumis à un interrogatoire (appelé par les Brigades Rouges « Procès prolétarien dans la prison du peuple ») de quinze minutes sur le processus de restructuration en cours dans l'usine. D'autres actions suivent, allant crescendo en intensité et pour le niveau des personnes ciblées.
Le 17 mai 1972, le commissaire Luigi Calabresi, vilipendé par la presse de gauche depuis l'attentat de Piazza Fontana et la mort suspecte de Giuseppe Pinelli, est assassiné.

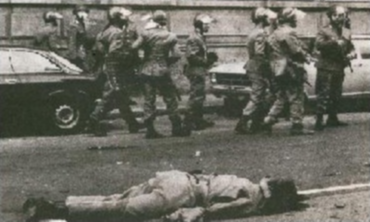
Le 12 avril 1973 (le « jeudi noir de Milan ») une manifestation d'extrême droite fait de nombreux blessés et un mort parmi les forces de l'ordre.

Le 7 avril 1973, Nico Azzi, un militant d'extrême droite, est arrêté alors qu'il tente de déposer des explosifs à bord de l'express Turin-Gênes-Rome, après s'être volontairement fait repérer avec une copie du journal d'extrême gauche Lotta Continua.
À Milan, le 12 avril 1973, une manifestation interdite, organisée par le MSI (Movimento Sociale Italiano) « contre les violences rouges », débouche sur ce que la presse décrit alors comme « le jeudi noir de Milan », une série de saccages au cours duquel de nombreuses personnes sont blessées et un membre des forces de l'ordre, Antonio Marino, âgé de 22 ans, meurt, victime d'un engin explosif lancé par un manifestant.
À Gênes, le 18 avril 1974, c'est l'État qui est visé, en la personne du juge Mario Sossi, procureur, l'année précédente, lors du procès des membres du groupe terroriste du XXII octobre. Il est relâché à Milan le 23 mai 1974.
Le 8 septembre 1974, les carabiniers du général Carlo Alberto dalla Chiesa arrêtent Renato Curcio et Alberto Franceschini, deux fondateurs des Brigades rouges. Les Brigades rouges passent alors sous l'influence de Mario Moretti, tenant de la ligne dite « militariste », qui planifiera l'enlèvement d'Aldo Moro.

### Le mouvement de 1977
1977 marque un apogée dans l'agitation de l'extrême gauche italienne. Primo Moroni et Nanni Balestrini résument ainsi le contexte de l'époque : « En 77 se répand partout le conflit politique et culturel qui se ramifie dans toutes les branches de la société et qui va caractériser toute la décennie, un affrontement violent, peut-être le plus violent qui ait jamais eu lieu depuis l'Unification, entre les classes et à l'intérieur même de chaque classe. Quarante mille personnes inculpées, quinze mille arrêtées, quatre mille condamnés à des milliers d'années de prison, sans compter les morts et les blessés, par centaines, des deux côtés. »
Pour le philosophe Robert Maggiori, « le Mouvement de 1977 se caractérise par trois âmes , l’une pacifiste, anti-autoritaire, luttant pour les droits civils; l’autre spontanéiste, transgressive, appelant à la désobéissance civile, attirée par la contre-culture (freaks, indiens métropolitains); et la troisième, plus dure politiquement, intransigeante, violente, qui préconisait (et mènera) la lutte armée ». Dans La Horde d'Or, Italie, 1968-1977, le contexte social du mouvement est décrit ainsi : « De larges parts de la jeunesse des lointaines périphéries de la métropole inventent spontanément des formes inédites d’agrégation, à partir de la critique de la misère de leur quotidien: la condition d’étudiants pour certains, celle de chômeurs pour d’autres, celle d’ouvriers précaires et sous-payés pour la plupart. Pour tous, indifféremment, il y a la question du « temps libre », un temps vécu comme une assignation au vide, à l’ennui, à l’aliénation ». Le film de Nanni Moretti Ecce Bombo de 1978 aborde ces problématiques à travers les questionnements d'un groupe de jeunes gens.
Les objectifs choisis par le terrorisme de gauche sont des cadres (souvent désignés par des travailleurs infiltrés pour casser la discipline dans les usines), des représentants de la Démocratie chrétienne, des médecins et des journalistes accusés de mettre leurs compétences professionnelles au service de la lutte anti-terroriste. La société italienne fait alors preuve d'une certaine indulgence envers le terrorisme de gauche. Des terroristes connus peuvent ainsi venir déjeuner ouvertement à la cantine des usines Marelli et s'y asseoir, au milieu de l'admiration générale, à la table des employés. Dans certains lycées et à l'Université, il arrive que leurs actions soient saluées par des applaudissements. Dans les manifestations, on défile en scandant : « Assez tergiversé, des armes aux ouvriers ! ».
Le 11 mars 1977, à Bologne, l'étudiant Pier Francesco Lorusso, sympathisant du mouvement Lotta continua, est tué par balle pendant une manifestation. Pour maîtriser les réactions estudiantines, le Ministre de l'Intérieur Francesco Cossiga envoie des blindés dans le centre de Bologne. Au mois de septembre suivant, un carabinier, Massimo Tramontani, est accusé d'être à l'origine du tir mortel et arrêté. Il est ensuite relâché faute de preuve, déclenchant des réactions indignées de la gauche italienne.
Le 22 mars, à Rome, l'agent de police Claudio Graziosi est tué, à bord d'un autobus, par Antonio Lo Muscio , militant des NAP (Nuclei armati proletari), au moment où il s'apprête à arrêter deux terroristes, Maria Pia Vianale et Franca di Salerno. Un passant, Ange Cerrai, est par ailleurs tué lors de l'échange de coups de feu.
Le 31 mars, Venise est secouée par des émeutes qui s'en prennent d'abord aux grands magasins (Standa, Coin), le siège du groupe hôtelier CIGA, la police et la presse (Il Gazzettino). Plusieurs commerces sont incendiés et des coups de feu sont tirés. La nuit tombée, les émeutiers s'attaquent au siège du MSI et à celui de la Démocratie chrétienne, à des écoles, des consulats, des banques, des entreprises, des cabinets médicaux, des chapelles, des associations et des domiciles privés appartenant à des enseignants, des responsables de l'université,.
Le 5 avril, à Naples, Guido De Martino, fils de l'ancien secrétaire socialiste Francesco De Martino, est enlevé. Il est relâché le 15 mai, après des négociations confuses qui débouchent sur le versement d'une rançon d'un milliard de lires. L'enlèvement est initialement revendiqué par un groupe militant de Sesto San Giovanni, proche des NAP, revendication plus tard démentie par les NAP, qui mettent en cause l'extrême droite. Les tenants et les aboutissants de cet enlèvement, le premier à impliquer un homme politique d'un certain niveau, n'ont jamais été totalement éclaircis.
Le 21 avril 1977, à Rome, au cours des opérations de police destinées à évacuer l'université, des militants autonomes font feu sur les forces de l'ordre, tuant de deux balles l'élève-officier Settimio Passamonti. Trois autres policiers et un carabinier sont blessés, ainsi que la journaliste Patrizia Bermier.
Le 28 avril 1977, à Turin, l'avocat Fulvio Croce, président de l'Ordre des avocats de Turin, est assassiné par une cellule des Brigades Rouges composée de Rocco Micaletto, Lorenzo Betassa, Raffaele Fiore et Angela Aller, dans le but de faire annuler le procès du « noyau historique » de l'organisation.
Le 12 mai 1977, à Rome, sur la piazza Navona, au cours d'une manifestation marquée par des affrontements avec les forces de l'ordre, une étudiante, Giorgiana Masi, est tuée, tandis que sont blessés Elena Ascione et Francesco Ruggiero, un carabinier.
Le 14 mai 1977, à Milan, au cours d'une manifestation, des autonomes font feu sur les forces de l'ordre, tuant Antonio Custra, un policier. Un photographe saisit la scène où un homme cagoulé pointe son arme sur les policiers (il s’avérera plus tard qu'il n'était pas l'auteur du coup de feu mortel), qui deviendra l'image emblématique des années de plomb.
Le 3 octobre 1977, à Turin, meurt Roberto Crescenzio, à la suite de graves brûlures : il se trouvait dans le bar l'Angelo azzurro quand celui-ci a été pris pour cible par des cocktails Molotov, en marge d'une manifestation organisée par des groupes de gauche.

### 1978 et l'enlèvement d'Aldo Moro

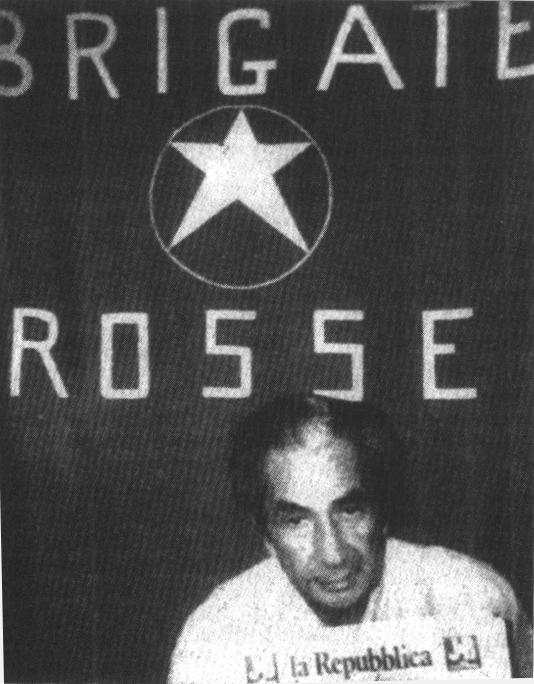
Le président de la Démocratie chrétienne, Aldo Moro, pendant sa captivité aux mains des Brigades rouges et avant son exécution.

Le début de l'année 1978 est marqué par le massacre d'Acca Larentia, un événement qui aura des répercussions dans les rangs de l'extrême droite les années suivantes. Le soir du 7 janvier, Franco Bigonzetti et Francesco Ciavatta, deux jeunes gens appartenant à la section Acca Larentia du MSI, dans le quartier romain de Tuscolano, sont tués, à coups de mitraillette Skorpion, par un groupe armé qui se revendique « Noyaux Armés pour le contre-pouvoir territorial ». Le soir même, à la suite d'affrontements avec les forces de l'ordre, un troisième militant du Front de la jeunesse, Stefano Recchioni, est tué par un coup de pistolet tiré à hauteur d'homme par le capitaine des carabiniers Edoardo Sivori. Ces événements marquent le début d'une vague de terrorisme d'extrême droite (revendiquée par le groupe armé des NAR), non seulement contre la gauche anti-fasciste et l'extrême gauche, mais également contre l'État, considéré comme coresponsable de ces effusions de sang.
Entre janvier et février 1978, Carmine De Rosa, contremaître à l'usine FIAT de Cassino, le policier Fausto Dionisi, de Florence et le notaire Gianfranco Spihi, de Prato, sont abattus par des groupes d'extrême gauche, tandis que les Brigades rouges assassinent Riccardo Palma, conseiller de la cour de cassation (Rome, 14 février 1978) ainsi que le maréchal Rosario Berardi (it) (Turin, le 10 mars 1978).
Le 16 mars 1978, lors d'une embuscade tendue via Fani, à Rome, les Brigades rouges bloquent et anéantissent l'escorte d'Aldo Moro, alors président de la Démocratie chrétienne. Il est ensuite séquestré et finalement assassiné, le 9 mai 1978, dans une action revendiquée par les Brigades rouges, comme une « attaque au cœur même de l'État ». L'enlèvement d'Aldo Moro, son exécution et les conditions dans lesquelles son corps est découvert soulèvent en Italie et dans le monde entier une émotion et une réprobation considérables.
Le 18 mars 1978, deux jours après l'enlèvement de Moro, des militants d'extrême droite assassinent, à Milan, Fausto Tinelli et Lorenzo Iannucci, âgés de dix-huit ans et familiers du centre social Leoncavallo. Les NAR revendiquent plus tard cet attentat.
Après la découverte du corps d'Aldo Moro, le 10 mai 1978, le Ministre de l'Intérieur Francesco Cossiga démissionne. Le 10 août, le général Carlo Alberto dalla Chiesa est nommé, par décret du Président du Conseil Andreotti, coordinateur de la lutte contre le terrorisme. Employant des méthodes innovantes, il obtient des résultats remarquables.
Le 19 décembre 1978, sont perpétrés, en Vénétie, une quinzaine d'attentats visant des associations patronales (Confindustria à Vicence), les universités de Padoue et de Venise, des entreprises (Montedison à Porto Marghera), des banques et des casernes. Le 30 avril 1979, alors que le juge Pietro Calogero mène l'opération « 7 aprile » destinée à démanteler l'organisation Autonomia Operaia, considérée comme la vitrine politique des Brigades rouges, 28 attentats à l'explosif visent les cibles déjà frappées en décembre 1978, ainsi que le tribunal de Padoue. Le 3 décembre 1979, 15 nouveaux attentats frappent la Vénétie.

### Les années 1980 et la fin des années de plomb
De juin 1978 à décembre 1981, le nombre d'embuscades, d'homicides et d'attentats terroristes continue d'augmenter. Le nombre de groupes armées passe, sur le territoire italien, de 2 en 1969 à 91 en 1977, et à 269 en 1979. La même année, on enregistre le chiffre record de 659 attaques. L'année la plus sanglante reste 1980, qui fait 125 morts, dont 85 dans l'attentat terroriste de la gare centrale de Bologne.
Après Aldo Moro, les Brigades rouges parviennent, à Vérone, le 17 décembre 1981, à enlever le général américain James Lee Dozier, à l'époque commandant-adjoint de l'OTAN pour le Sud de l'Europe. Il est finalement libéré à Padoue, le 28 janvier 1982, au cours d'une action menée par les NOCS.
Lentement, vers la fin de la décennie, la violence retombe. À partir de 1979, après avoir assassiné Guido Rossa, un ouvrier accusé d'avoir dénoncé un collègue de travail, les Brigades rouges perdent peu à peu leurs appuis. L'idée que l'on puisse venir à bout de l'ordre établi par la violence commence à perdre en crédibilité, tandis que le libéralisme, le capitalisme, le productivisme et la compétition font un retour en force dans le discours économique et politique.

## Le terrorisme politique, après les années de plomb
La fin des années de plomb ne signifie pas la fin du terrorisme, mais le moment où des attentats devenus ponctuels ne parviennent plus à mettre en difficulté l'organisation constitutionnelle, parlementaire et sécuritaire de l’État italien.
Le terrorisme culminant entre 1978 et 1981 avait laissé à penser à une vague impossible à contenir qui amenait le pays au bord de la guerre civile. A posteriori, il semble que l'État n'ait jamais été réellement menacé dans ses fondements, faute d'un plan d'ensemble.
Le 29 mai 1982, est adoptée la loi no 304, qui prévoit des réductions de peine pour ceux qui contribuent à la lutte contre la subversion. Elle ouvre la porte aux repentis et porte un coup fatal aux organisations terroristes, dont de nombreux membres commencent à collaborer avec la justice.
Jusqu'en 1988, des soubresauts isolés ponctuent l'actualité, mais l'idée que la lutte armée soit un moyen de résoudre les conflits sociaux perd définitivement toute crédibilité.

## Les lois spéciales: législation anti-terroriste des années de plomb
Les partis de gouvernement, (Démocrates-chrétiens, Socialistes, Socialistes démocrates, Républicains et Libéraux) soutenus par les Communistes, trouvent un accord pour passer une série de lois spéciales destinées à faire face à la situation du pays.
Dès 1974, la dégradation de la situation incite l'État italien à développer une législation d'exception qui va, sur la durée, s’adapter aux nouvelles formes d'action adoptées par les terroristes (violences de rue, saccages, enlèvements et séquestration, vols à main-armée, demandes de rançons, assassinats, attentats à la bombe).
Cette année-là, paraissent le décret-loi n° 99 de 1974et la loi n° 497 de 1974.
En 1975, paraît le grand texte des années de plomb, la « loi Reale », qui accélère les procédures, augmente les pouvoirs de la police (usage des armes, perquisition, contrôles, liberté provisoire, intervention hors-flagrance) et réglemente les manifestations (interdiction de participer à des rassemblements à visage couvert). Elle suscite beaucoup de controverses et sera soumise à référendum d'abrogation (11 juin 1978) : 76,46 % des Italiens votent pour la loi et 23,54 % pour l'abrogation.
En 1978, le décret-loi n° 53 donne naissance à de nouveaux délits (attentat à des bâtiments d’utilité publique, séquestration aux fins de terrorisme ou de subversion de l’ordre démocratique , recyclage de sommes provenant de délits tels que vol aggravé, séquestration à des fins d’extorsion), et étend encore les exceptions au droit commun (interrogatoire sans avocat , écoutes téléphoniques simplifiées, arrestation pour identification, déclaration obligatoire sous 48 heures de toute vente ou location de bien immobilier).
En 1978 sont également mis en place des services spéciaux chargés de la lutte contre le terrorisme : le GIS (Groupe d'intervention spéciale de l'arme des carabiniers) et les NOCS (Noyaux opérationnels centraux de sécurité rattachés à la police), suivis des SVATPI (escortes anti-terroristes d'intervention rapide, rattachés à la Guardia di finanza).
En 1979, le « décret-loi Cossiga » étend, à nouveau, les pouvoirs de police (perquisition, arrestation préventive, détention préventive, arrestation hors flagrance). Mis en question, il est finalement jugé conforme à la Constitution. Soumis, lui aussi, à un référendum abrogatoire, il est entériné le 17 mai 1981 par le vote de 85,12 % des Italiens (14,88 % pour l'abrogation). Juridiquement il alourdit fortement les peines pour les délits liés en « circonstances aggravantes », au terrorisme ou à la subversion de l’ordre démocratique. Parallèlement, il précise les conditions ouvertes aux collaborateurs de justice, aux repentis et aux dissociés. Ces dernières dispositions seront complétées, en 1987, par la loi n° 34,.
Enfin, la seconde loi Cossiga, adoptée en février 1980, déclare passibles à égalité de peine les individus appartenant au même groupe, quelle que soit la nature des délits commis individuellement.
Les inculpés sont trop nombreux pour tous passer en jugement. En 1978, 62 % de la population carcérale du pays est en attente de jugement. En 1979, 16 000 personnes sont recherchées. En 1980, les prisons comptent 4 000 détenus politiques.

## Suites judiciaires et condamnations

### Terroristes «noirs»
En Italie alors que le terrorisme « rouge » opposait l'extrême gauche à l'État, le terrorisme « noir » prenait racine à l'intérieur de l’État, où il bénéficiait, dans le cadre de la « stratégie de la tension », de complicités allant de l'armée au renseignement, en passant par la police et la sécurité intérieure. Si le terrorisme « rouge » a été lourdement réprimé, le terrorisme « noir » semble, a posteriori, avoir bénéficié d'une relative impunité.
Le plus connu des terroristes italiens d'extrême droite, Franco Giorgio Freda, certes innocenté en appel pour l'attentat de piazza Fontana, mais reconnu définitivement coupable de 16 attentats ayant fait des dizaines de blessés, a été libéré dès 1986. Il poursuit une carrière d'éditeur spécialisé dans la propagande d'extrême droite. À nouveau arrêté pour incitation à la haine raciale, il a écopé de 3 ans de prison et se trouve de nouveau en liberté. Son bras droit, Giovanni Ventura, qui a avoué sa participation aux attentats de 1969 a trouvé refuge en Argentine, où il est décédé en 2010, après une carrière fructueuse dans la restauration.
En 2017, les seuls terroristes « noirs » à rester en prison étaient Vincenzo Vinciguerra, auteur de l'attentat de Peteano et Maurizio Tramonte, condamné pour celui de Brescia. Carlo Maria Maggi, leader d'Ordine Nuovo et donneur d'ordre de l'attentat de Brescia, purge sa peine à domicile, pour raisons de santé.
Valerio Fioravanti et Francesca Mambro, fondateurs des NAR, qui ont reconnu plus de dix homicides et ont été condamnés, entre autres, pour l'attentat de la gare de Bologne, ont bénéficié de la semi-liberté à partir de 1999. Fioravanti a été libéré en 2009, et Mambro en 2013.
Rétrospectivement, les condamnations ont concerné essentiellement des exécutants. Les commanditaires n'ont que très rarement été identifiés ou inquiétés, exception faite de l'attentat du train Naples-Milan (1984), probablement du fait des liens avec la criminalité organisée : pour cet attentat, Pippo Calò, le parrain de Cosa nostra, a été condamné à la perpétuité ; Massimo Abbatangelo (it), alors parlementaire néo-fasciste, a fait six années de prison pour avoir détenu les explosifs.
Certains attentats (piazza Fontana, Gioia Tauro, l’Italicus) restent totalement impunis.

### Terroristes «rouges», collaborateurs, repentis, dissociés et irréductibles

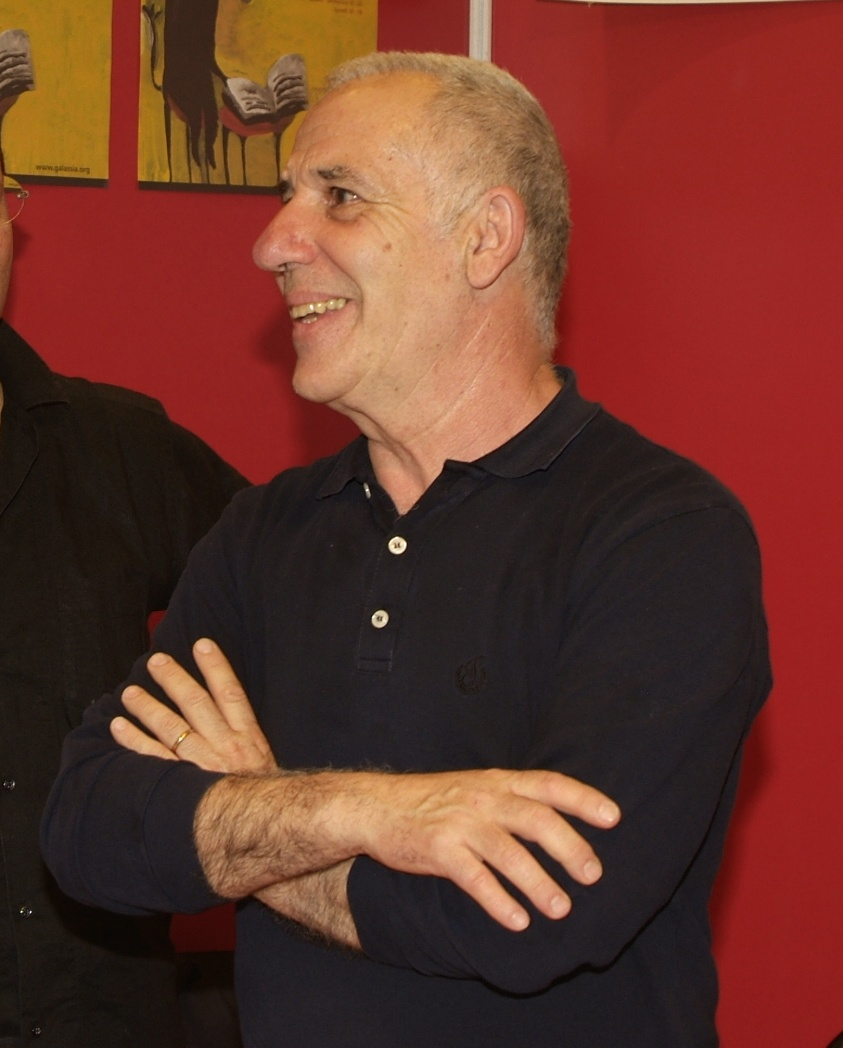
Renato Curcio. Le cofondateur des Brigades rouges fait partie des « irréductibles ». Condamné à 30 ans de prison, il en a purgé 24, dont 4 en semi-liberté.

À la fin des années de plomb, le terrorisme d’extrême gauche a fait 128 morts. Les tribunaux italiens ont emprisonné 4 087 « rouges » pour « tentative de subversion de l’ordre constitutionnel ». Pour diminuer la pression que ces militants exercent sur le système carcéral, et pour mettre fin à cette longue crise de société, l'État italien, dans un curieux aller-retour entre la société et les ex-terroristes, fait alors émerger deux nouvelles figures, celle du « repenti » et celle du « dissocié ».
Fortement empreints de la culture du péché, de la confession, du repentir et du pardon naturellement présente — de par sa profonde tradition catholique — dans la société italienne, ces dispositifs visent un triple objectif : démanteler les organisations en divisant leurs membres, réintégrer les terroristes à l’ordre démocratique, et clore, par une sorte de réconciliation nationale, l'épisode des années de plomb,.
Les premiers repentis étant assimilés à de purs et simples délateurs par leurs anciens camarades, ces derniers – tout aussi désireux qu'eux d'échapper à de longues peines et de refaire leur vie – militent, depuis leurs prisons, pour obtenir les mêmes avantages sans avoir à collaborer. Ils parviennent ainsi à négocier le statut de dissocié, qui ouvre aux ex-terroristes la voie des remises de peine, moyennant la reconnaissance des délits qui leur sont imputés et l’engagement à renoncer à la violence comme moyen de lutte politique,.
De 1980 à mi-1981, 200 à 250 prisonniers s'orientent vers le repentir. Une seconde vague recense 389 bénéficiaires (78 « collaborateurs » ou grands repentis, 134 « simples » repentis, 177 « dissociés »). En 1998, 442 « terroristes rouges » sont toujours emprisonnés : 161 réputés « irréductibles », 170 dissociés, 34 repentis, 77 « non classés ». En 1994, restaient emprisonnés 69 dissociés et 143 « ni dissociés ni repentis ». En 2000, 224 sont encore incarcérés (dont 130 en régime de semi-liberté) et 190 toujours en fuite, la plupart en France,.
Les « irréductibles », quant à eux, refusant la collaboration et la dissociation, ont tenté d'obtenir des réductions de leurs très longues peines en militant pour une amnistie générale sans contrepartie.
Si ces dispositifs se sont révélés très efficaces pour faire exploser la solidarité carcérale des anciens terroristes et réduire rapidement des milliers d'inculpés à une poignée d'irréductibles, ils ont introduit dans le droit italien des incohérences qui prolongent l'état d'exception bien au-delà de la fin des années de plomb. Les remises de peine, proportionnelles à l'ampleur des confessions, ont conduit certains repentis à altérer leurs témoignages ou à charger les figures les plus en vue du mouvement.

« On se retrouve ainsi dans une situation où d’anciens responsables convaincus de plusieurs crimes se retrouvent en liberté tandis que des « seconds couteaux », n’ayant rien ou peu à révéler, restent incarcérés, tandis que des individus peuvent faire plusieurs années de préventive sur les ouï-dire d’un repenti. »

— Isabelle Sommier
Ils ont également contribué à pervertir une historiographie déjà difficile, en transformant les récits parfois douteux véhiculés par les repentis – moyennant remise de peine – en histoire officielle de la période.
La volonté de normalisation et de réconciliation qui a guidé l'État italien dans sa gestion de sortie de crise s'est enfin heurtée au souvenir des victimes, incarné par l« l’Association italienne des victimes du terrorisme et de la subversion ».
Indro Montanelli, blessé en 1977 par les Brigades rouges, s'est à plusieurs reprises déclaré favorable à une amnistie pour les terroristes dissociés et repentis.

« Il faut être clair, les délits commis par les terroristes ne se peuvent s'effacer, et encore moins se justifier. Et les condamnations qui leur ont été infligées ont été plus que méritées. Mais la manière dont ils les ont purgées (et continuent à le faire) m'inspire un certain respect. Contrairement à leurs maîtres à penser et à leurs commanditaires, qui continuent aujourd'hui à pérorer impunément, ces jeunes ont, à leur manière, fait leur examen de conscience. Nombreux sont ceux qui se sont dissociés en reconnaissant l'inanité de leurs idéaux. Cela a été une manière digne de reconnaître qu'ils sont conscients d'avoir rêvé un monde impossible et d'avoir cherché à y accéder par des voies impraticables [...]C'est la raison pour laquelle je prône l'indulgence, la grâce, l'amnistie. Les modalités n'ont pas d'importance. L'important, c'est de reconnaître que la partie est terminée. Et la fin de la partie, c'est surtout la manière dont ils ont payé qui l'a marquée. »

— Indro Montanelli, Soltanto un giornalista, Milano, Rizzoli, 2002.

## Bilan et interprétations
Entre 1969 et 1980, l'Italie aurait enregistré 690 attentats, faisant 362 morts. Les « massacres d’État » (stragi di Stato, comme les Italiens désignent les attentats ayant bénéficié de la complicité de services déviants de l’État), auraient causé la mort de 150 personnes. On compterait 4 490 blessés, dont 551 imputables à l’extrême droite.
L'interprétation de cette très longue crise reste encore difficile, y compris dans sa chronologie, que certains font débuter en 1969 alors que d'autres remontent à la Libération, avec le refus de rendre les armes d’une partie de la résistance communiste.
Quant à la dynamique des événements, certaines reconstitutions font la part belle à l'approche complotiste qui, tout en étant documentée et pertinente dans le contexte de la guerre froide, ne constitue qu'une explication partielle du phénomène. D'autres replacent les années de plomb dans l'histoire longue de la Péninsule en mettant en avant « la vigueur des idéologies extrémistes en Italie, notamment avec l’emprise du fascisme et du marxisme, en particulier dans sa version la plus radicalisée, les uns et les autres étant enclins, pour des motifs différents et selon des modalités propres, à recourir à la violence ». D'autres enfin voient dans la mainmise de la Démocratie chrétienne sur le pouvoir et l'impossibilité, pour un Parti communiste italien pourtant représentatif d’accéder aux commandes, un « blocage du système » ayant favorisé l'émergence de la violence comme solution politique.
Le politologue Ernesto Galli della Loggia a étudié les particularités de la vague terroriste en Italie, soulignant qu'il s'agit du seul grand pays européen où le terrorisme politique ait eu une durée de vie aussi longue (à l'exception de l'Irlande du Nord et du pays basque, où la causalité est différente). Il impute ces caractéristiques au « fond de violence » qui serait présent dans la société italienne.
Selon Luigi Bonanate, le terrorisme italien se définit par cinq caractéristiques : sa continuité dans la durée ; sa double nature idéologique (extrême gauche et extrême droite) ; la crise institutionnelle préexistante ; la présence d’un Parti communiste fort ; le traitement judiciaire de la crise, et en particulier la relation de l'État avec les collaborateurs, repentis et dissociés.
Pour ce qui concerne la continuité dans la durée, tout au long des années de plomb (et au-delà, puisque les militants continuent, avec succès, à interpeller les institutions une fois incarcérés), les groupes terroristes d'extrême gauche parviennent à se poser, sur la durée, comme des interlocuteurs de l'État. À l'apogée de leurs capacités organisationnelles (l'enlèvement d'Aldo Moro), les Brigades rouges sont en mesure d'ébranler la démocratie italienne. Cette puissance durable s'explique par la capillarité des sympathies terroristes dans la population, par la faiblesse structurelle de la société, minée par une crise antérieure profonde et par l'incapacité initiale de l'État à proposer d'autres formes de réponse que la répression.
Pour ce qui concerne la double nature des années de plomb (« rouge » et « noire ») elle met en parallèle (et non face à face) des méthodes différentes (attentats de masse aveugles pour l'extrême droite, actions ciblées pour l'extrême gauche), et des objectifs différents (révolutionnaires pour l'extrême gauche, purement terroristes — la « vengeance » des « vaincus de l’histoire », selon la formule de Bonanate). Elle questionne surtout la faiblesse et la nature d'un régime qui parvient, par ses blocages, sa faiblesse et sa surdité, à faire émerger en même temps des formes radicales aussi opposées des deux extrémités de la société.
Pour Bonanate, qui rappelle que la bonne santé apparente de la société italienne des années 1960 masque des injustices et une violence sociale profondes, la crise traduit « l'incapacité du système politique à traduire les attentes provenant de la société, en décisions politiques qui y répondent, de la même manière qu’un sourd ne peut entendre ce qu’on lui demande ».
La présence d'une Démocratie chrétienne toute puissante et maîtresse du jeu, depuis la Libération, de la stratégie des alliances, face à un Parti communiste « politiquement congelé », alors qu'il est le plus puissant d'Europe occidentale, conduit progressivement les deux forces à envisager un compromis historique. Selon Bonanate, c'est ce compromis, qui révèle l'embourgeoisement du PCI et menace de marginalisation toutes les autres forces politiques, qui constitue « le mobile profond de l’apparition du terrorisme en Italie: un système « bloqué » autour d’un pacte politique anti-populaire, et donc fondamentalement conservateur, ne peut être combattu par le vote ni la lutte parlementaire ; il ne peut l’être que si l’on en démasque la nature objectivement réactionnaire ».
De la part de l'extrême gauche, la stratégie pour contrecarrer le compromis historique va se réaliser en trois temps : tout d'abord, avec l'avant-garde de la classe ouvrirère, réveiller la conscience de classe en lui rappelant sa puissance par des actions d'éclat ; susciter ainsi la répression de l'État en révélant sa nature réactionnaire (et dans le même temps, démasquer la nature bourgeoise du Parti communiste) ; engager enfin, avec les forces ainsi mobilisées, la lutte contre l'État « bourgeois ». Pour les tenants de cette stratégie, le terrorisme, allait devenir « le nouveau nom de la révolution ».
Concernant la réponse des institutions ainsi attaquées sur la longue durée, la répression ne distingue pas l'Italie des autres pays ayant eu affaire avec le terrorisme. La spécificité italienne réside dans le fait que les deux parties (État et ennemis de l'État) aient noué, à la marge de l'état de droit, un dialogue destiné à sortir de l'impasse dans laquelle elles s'étaient enfermées. Jouant sur les faiblesses individuelles, la Justice a entériné le statut des collaborateurs, des repentis et des dissociés. L'État a ainsi pu faire exploser la solidarité militante et réduire la pression qui s'exerçait sur le système carcéral. Les détenus ont bénéficié de réductions de peines. Ce faisant le système judiciaire a avalisé des entorses graves aux principes généraux du droit, en renonçant à juger des faits pour en venir à juger des individus.
L’épisode des années de plomb s'analyserait ainsi, en Italie, « en tant qu’indice d’une crise morale et sociale qui va bien au -delà de ce qu’un pur et simple défi terroriste pourrait démontrer par lui - même. Le terrorisme devient ainsi le sous-produit d’une condition de malaise, et non sa cause. »

« Démocratie et violence sont incompatibles; ainsi lorsque la violence apparaît, nous devons admettre que nous n’avons pas été suffisamment démocratiques. »

— Luigi Bonanate
Certains commentateurs estiment que le terrorisme inspiré des mouvements progressistes de 1968 a obtenu des résultats inverses de ceux qu'il avait espérés, allant même au-delà de ceux que pensaient atteindre les promoteurs de la stratégie de la tension. Étouffement du débat et de la participation à la vie démocratique, prime à la répression et à la peur : les années de plomb introduisent, selon eux, la « régression des années 1980 ». D'autres, comme Indro Montanelli et Massimo Fini, voient dans les années de plomb une suite logique des événements de 1968, où les « vrais contestaires » étaient sommés de se distinguer en recourant à la violence,,.

## Les années de plomb dans la fiction
L'ambiance de l'époque a été traduite et représentée au premier chef par le cinéma italien dans de nombreux films policiers et politiques comme La Poursuite implacable, Cadavres exquis ou Rue de la violence, qui forment un genre à part entière, appelé le poliziottesco.